# 19599 Брайсмелтон
19599 Брайсмелтон (19599 Brycemelton) — астероїд головного поясу, відкритий 14 липня 1999 року.
Тіссеранів параметр щодо Юпітера — 3,458.